# CDF (canal de televisión)
CDF (acrónimo del nombre original Canal de Fútbol) fue un canal de televisión por suscripción chileno. Tuvo los derechos de transmisión televisiva y sonora de los campeonatos organizados por la Asociación Nacional de Fútbol Profesional para su comercialización y explotación. Desde 2017 era propiedad de WarnerMedia.
En octubre de 2015, las cadenas deportivas internacionales ESPN, Fox Sports y Bein Sports se mostraron interesadas en quedarse con el porcentaje mayoritario, de la propiedad del canal. En ese aspecto, ESPN y Fox Sports corrían con una sería ventaja, ya que ofrecieron la misma propuesta, que es una concesión de 12 años, la cual consiste en televisar el torneo chileno, en la programación de ambos canales.
El 16 de diciembre de 2017 la empresa estadounidense Turner Broadcasting System Latin America se quedó con la licitación tras con la multimillonaria oferta después de haber superado a Fox Sports.
El 5 de enero de 2021, WarnerMedia confirmó que el canal pasaría a ser renombrado a TNT Sports, hecho que se concretó durante el día del Superclásico, el 17 de enero de 2021.

## Historia
Creado en abril de 2003 para transmitir el campeonato nacional, tras finalizar los contratos de la ANFP con Fox Sports, la señal satelital SKY TV y TVN, con los cuales no se logró un nuevo acuerdo y se descartó hacer una licitación. La dirigencia encabezada por Reinaldo Sánchez decidió ejecutar la idea de Jorge Claro consistente en que los clubes obtengan todos los beneficios de las trasmisiones televisivas sin un intermediario que se llevara una parte al entregar solo un piso fijo.
En un principio se proyectó que el canal sea obtenido a través de los operadores de cable y mediante decodificadores de una señal UHF tras el pago de una suma mensual. Finalmente se optó por el lanzamiento de un operador de televisión satelital propio, llamado Zap, en diciembre de 2003, además de operar en la televisión por cable. En 2007, Zap fue adquirido por la mexicana Telmex, con lo que pasó a ser llamado Telmex TV.
En octubre de 2006 se lanza la señal CDF Básico y se crea el canal CDF Premium (que sucede al CDF original lanzado en 2003). Tanto CDF Básico y CDF Premium poseen la misma programación exceptuando los seis partidos en vivo por fecha del campeonato de Primera A y cuatro en vivo de Primera B que transmite en vivo el CDF Premium y el CDF Básico en diferido, en 2007 lanzó su señal en alta definición y en 2012 estrenó su plataforma de señal en línea de pago. Hasta sus últimos días, CDF emite todos los partidos correspondientes a la primera división de Chile más algunos de la Primera B de Chile. 
En 2013 debutó la plataforma Estadio CDF, que retransmite los programas en vivo y los partidos en dispositivos móviles como teléfonos inteligentes, tabletas y notebooks. 

### Estreno de goles
Como dueña de los derechos, el CDF tiene la facultad de explotar los derechos de estreno de goles, algo inédito en Chile hasta 2005, sin embargo en julio de 2003 el CDF pone las primeras condiciones, le cobra a los canales de televisión abierta un monto de 150.000 dólares por transmitir las resúmenes de los goles en sus noticieros y de no entrar con cámaras propias a los estadios hasta después del término de los partidos, dichas condiciones molestaron a los canales masivos acusando de discriminación y coartar el derecho a la libertad de información, por medida de protesta deciden no cubrir el resto de la Fecha 1 del Torneo de Clausura 2003, para las siguientes fechas logran acuerdos con la ANFP y CDF para emitir sus resúmenes de goles hasta 7 minutos máximo, mientras se producía estos acuerdos, los canales que tuvieron los derechos exclusivos del CDF fueron UCV Televisión y ABT Televisión (Canal 22 de Santiago) que pagaron en conjunto la cifra que cobró CDF y se estrenó el programa "Fútbol Total" donde emitían todos los goles de la fecha. 
En 2005 Canal 13 se adjudicó por primera vez los goles generando una acción judicial por parte del resto de los canales buscando resguardar el derecho a la información. Sin embargo el fallo fue favorable al CDF sentando jurisprudencia sobre la materia. Canal 13 emitió en exclusiva los goles durante los fines de semana hasta la medianoche de los domingos, cuando el resto de los canales estaban habilitados para mostrar los goles pero solo en programas informativos. El resto de los programas, incluso los deportivos, tuvieron la opción de pagar una suma al CDF para emitir los goles.
En 2006 tras fracasar un intento de compra colectiva por parte de Televisión Nacional de Chile, Chilevisión y Mega, esta última red privada se adjudicó los derechos de emisión de compactos de los partidos el día domingo, antes que el resto de los canales que podrán exhibir los goles solo durante 7 días a partir del lunes posterior a la fecha, bajo las mismas condiciones que en 2005. En noviembre de 2008, se realizó una licitación pública donde Mega nuevamente ganó, ofreciendo un 57% más que 2006. Este canal emitía los goles en exclusiva en su programa Pasión de primera.
En enero de 2011, TVN se adjudicó los derechos de los goles y compactos por dos años hasta el Torneo de Clausura 2012, pagando por ellos alrededor de $10 millones al año. Además este convenio le permitía mostrar los goles desde el día sábado, y no esperar a que termine la fecha futbolística, como lo hacía Mega con Pasión de primera. TVN estrenaba los goles en el programa Goles 24 Horas (desde 2012), posteriormente emitiendo durante 2012 y 2013 el programa Domingo de goles, TVN renueva sus derechos a mediados de 2013 y duró hasta finales de 2015 los derechos de los goles.
El 8 de enero de 2016, el CDF llama a una nueva licitación a los canales abiertos para un nuevo periodo de la adquisición de los goles donde ningún canal mostró interés en comprar los goles por lo que el CDF declaró la licitación desierta, el 15 de enero La Red llegó a un acuerdo con el CDF para transmitir los goles del fútbol chileno, transmitiendo en ambos canales el programa "Goles" los domingos en la noche, el acuerdo además permitió que La Red transmitiera adicionalmente por señal abierta las ediciones diarias del CDF Noticias y de forma excepcional En el nombre del fútbol con motivo del título de Chile en la Copa América Centenario. En julio de 2016 el CDF logra nuevos acuerdos con Canal 13 y Mega donde ambos canales vuelven a transmitir los goles del fútbol chileno en sus noticiarios, por lo que durante 2016, tres canales de televisión abierta chilena fueron dueños de los goles, los derechos de La Red duraron hasta mediados de 2017, y los de Mega y Canal 13 hasta 2018.
En febrero de 2019 con la llegada de los nuevos dueños de Turner Broadcasting System al CDF, los goles pasaron automáticamente para sus señales hermanas y así Chilevisión emitió los goles en sus noticieros mientras pertenecían a Turner (hasta 2021), en 2020 transmitieron un partido en vivo por fecha en Chilevisión.

### Fundación Sindicato CDF
El 21 de junio de 2013, y justamente cuando CDF cumplía 10 años de existencia, 64 trabajadores fundaron el primer y único sindicato de la empresa. En pocas semanas la adhesión a la nueva organización sindical llegaba al 75% del total de la dotación del canal. El Sindicato de Empresa Canal del Fútbol, en su declaración de principios, señala lo siguiente: "El Sindicato CDF es una organización de trabajadoras y trabajadores dedicada a luchar para mejorar las condiciones laborales y salariales de todos sus asociados, en base a la cooperación colectiva y solidaria de cada uno de sus integrantes". En octubre de 2013 se inicia el primer proceso de negociación colectiva entre CDF y el Sindicato, llegando a un acuerdo entre las partes el 21 de diciembre de 2013, después de semanas de intensas negociaciones.
El Sindicato CDF sigue en plena actividad, aun después de la adquisición por parte de WarnerMedia de la propiedad del canal, habiendo realizado su segunda negociación colectiva el año 2017, de manera simultánea con el proceso de venta de CDF.

### Otros eventos
El 29 de agosto de 2015, CDF se encontró de luto en dos ocasiones, el primero es debido a la muerte del relator Javier Muñoz Delgado, en un trágico accidente automovilístico, que terminó con su vida horas más tarde y el 6 de enero de 2018 nuevamente sufrió la pérdida de sus trabajadores del canal producto de un accidente de tránsito en la Ruta 68.

## Programación
Además de transmitir los partidos del campeonato chileno de fútbol de la Primera A y B o la final del torneo de Segunda División Profesional, emite también CDF Noticias, programas de fútbol y de otros deportes. 
Desde 2007 a fines de 2010 transmitió por la señal Premium los partidos amistosos y de clasificatorias mundialistas de la selección chilena además de todos los partidos de las eliminatorias sudamericanas para la Copa del Mundo de 2010, derechos de emisión que compartía con el canal abierto Canal 13. En 2011, debido a que Chilevisión se adjudicó los derechos de la selección, ya no emite los partidos de La Roja. Sin embargo, el 2 de junio de 2012 retrasmite las eliminatorias sudamericanas de 2014, pero ahora se incluye los partidos de La Roja, tanto de local como visitante.
En el Torneo Apertura 2009 el CDF logra transmitir por su señal Premium cinco partidos en vivo y en directo en una fecha, para luego transmitir de forma permanente y definitiva cinco duelos en cada fecha, ya que los cuatro restantes se transmiten en diferido. En el Torneo Apertura 2011 agrega un partido de Primera A más, llegando así a transmitir seis partidos por fecha, dejando los tres restantes en diferido. Además, también desde el Torneo Apertura 2011 emite un partido en vivo de la Primera B por su señal Premium, emitiendo, de esa forma, siete partidos del fútbol chileno en vivo. A partir del Torneo Apertura 2012, transmite en vivo siete partidos de Primera A, dejando a los dos restantes duelos para emitirlos en diferido, y también a contar de este torneo transmite cinco partidos en vivo de la Primera B y las finales de la Tercera División llegando así a la suma de 10 partidos en vivo del fútbol chileno. En el Torneo de Apertura 2015 (Temporada 2015-16 del Campeonato Scotiabank), transmite todos los partidos de la Primera División en vivo, además transmite un partido en vivo de la Primera B llegando a nueve partidos en vivo del fútbol chileno.
El 29 de agosto de 2015 CDF experimentó el fallecimiento del relator y locutor Javier Muñoz Delgado en un accidente automovilístico ocurrido en Panquehue, cerca de la capital provincial de San Felipe (su ciudad natal) en la Región de Valparaíso. El día anterior al hecho, se dirigía junto al personal del canal a la capital luego de transmitir el partido entre Santiago Wanderers y Huachipato en Valparaíso en horas de la madrugada. Tras dejar los estudios del canal, viajaría a su hogar en plena madrugada para eso de las siete de la mañana ocurrir el accidente. Con un estado de salud deplorable, fallecería llegando al Hospital San Camilo en la ciudad de San Felipe. Desde el día de su deceso, alrededor del mediodía, hasta la medianoche del 14 de septiembre del mismo año se agregó un crespón negro al lado del logo mosca de las tres señales en señal de luto.

## Controversias

### Problemas con VTR
El 4 de febrero de 2010, CDF cortó la transmisión de su señal para VTR debido a una pugna comercial, mostrando un mensaje que decía “CDF exige a VTR un aumento cercano a un 100% adicional al valor de sus señales para renovar su contrato. VTR no ha aceptado este aumento desproporcionado y CDF ha suspendido la señal”. Según el diario La Tercera, CDF pidió 28 millones de dólares para renovar el contrato a diferencia de 15 millones que pagó VTR en 2009. CDF y VTR firmaron un nuevo contrato en condiciones de mercado.

## Señales
El CDF operaba cuatro señales de televisión (2 en SD y 2 en HD) y una plataforma en línea por suscripción, disponibles para verse a través de operadores de televisión (en Chile) y la señal en línea en vivo para todo el mundo.
- CDF Premium: Canal original lanzado en 2003. Transmite eventos en vivo y en exclusiva, entre ellos el torneo de Primera A íntegramente. Contiene programas de producciones propias e independientes del Canal del Fútbol (CDF).
  - CDF 2 Premium: Señal SD temporal, habilitada por primera y única vez el 2 de diciembre de 2018 en la fecha 30 del campeonato nacional 2018 entre Curicó Unido y Universidad de Chile. Transmite en simultáneo con la señal de CDF HD.[19]
- CDF Básico: Señal básica de CDF lanzada en octubre de 2006. Transmite dos partidos del torneo de Primera B, el resto de los eventos transmitidos en esta señal son grabados o emitidos en diferido (previamente transmitidos por CDF Premium). Así mismo, en algunas ocasiones, ha transmitido partidos en vivo de los equipos más importantes de la Primera A (Universidad Católica, Colo-Colo, Universidad de Chile). Cuando hay más de un partido programado a la misma fecha y hora, un partido va por CDF HD y reescalado por CDF Premium en SD, mientras que el otro va por CDF 2 HD (canal temporal) y reescalado a CDF Básico en SD.
- CDF HD: Lanzado en 2010, es la señal HD de CDF Premium. Emite los eventos y programas deportivos en alta definición a 1920x1080i líneas, relación de aspecto 16:9 y a 60 bandas por segundo. En caso de que haya más de dos equipos candidatos a ganar la Primera A en las últimas fechas del torneo, CDF HD emite uno de los partidos programados, mientras CDF Premium transmite el restante. En casos necesarios, CDF llega a agregar una segunda señal en HD en algunas proveedoras de televisión (así como ocurrió en el partido Huachipato vs Colo Colo en el Torneo de Transición 2017) e incluso llegó a añadir una tercera señal (tal como sucedió en 2018 en las últimas fechas del campeonato nacional).[20]
  - CDF 2 HD: Señal HD temporal, habilitada por primera vez el 9 de diciembre en la final del campeonato transición 2017 entre Huachipato y Colo-Colo. Transmite partidos en simultáneo cuando hay más de un partido programado a la misma hora. En caso de haber dos partidos a emitir, transmite un partido en simultáneo con CDF Premium. En caso de haber tres, transmite un partido en simultáneo con CDF Básico y es habilitada una tercera señal HD adicional.[20]
  - CDF 3 HD: Señal HD temporal, habilitada por primera vez el 25 de noviembre de 2018 en la fecha 29 de la Primera A. Emite partidos en simultáneo cuando hay tres partidos programados a la misma hora; en este caso, emite un partido en simultáneo con CDF Premium en SD, mientras que CDF 2 HD emite otro en simultáneo con CDF Básico en SD, y el partido restante es dejado a CDF HD sin emisión en SD simultánea.[20]
- CDF GO: Señal en línea de CDF que transmite la mayor parte de eventos de los canales en vivo y a través de video streaming. Lanzada en 2019, y la puedes ver con tu proveedor de TV paga cuando y donde quieras.
- Estadio CDF: Señal en línea de CDF que transmite la mayor parte de eventos del canal en vivo y a través de video streaming. Lanzada en 2012, el acceso es por suscripción y accesible desde todo el mundo.

## Logotipos

### CDF Básico

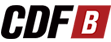
2013-2016
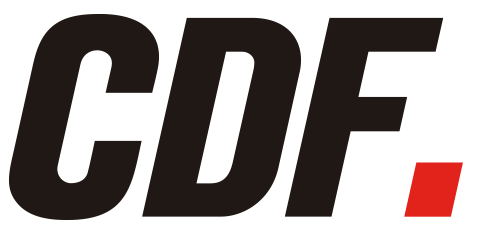
2010-2013 y 2016-2019
2019-2021

### CDF Premium

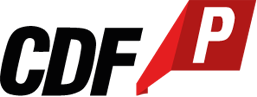
2010-2013
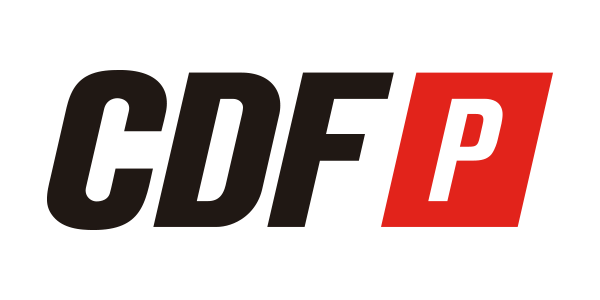
2013-2019

### CDF 2 Premium

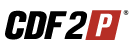
2018

### CDF HD

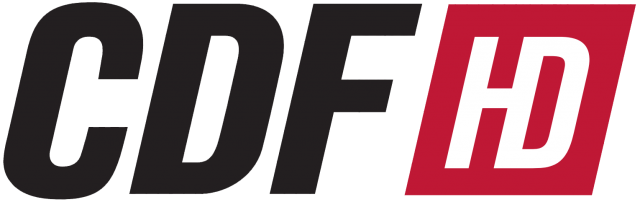
2013-2019

### CDF 2 HD

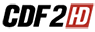
2018

### CDF 3 HD

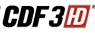
2018

### Estadio CDF

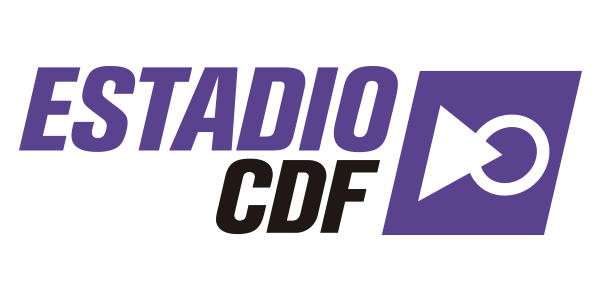
2013-2019

## Eslóganes
- 2003-2007: El canal del fútbol
- 2007-2020: Vivimos fútbol
- 2007-2009: La pelota nos mueve
- 2010-2015: Todos juegan
- 2016-2017: Abrazo de gol
- 2018: Nuestra fiesta del fútbol
- 2020-2021: #CDFineEnCasa / Vivimos y queremos el fútbol (a causa del COVID-19)
- 2021: La pasión nos mueve